# Sancha Raimúndez
Sancha Raimúndez (* wohl 1095; † 28. Februar 1159) war eine spanische Infanta aus dem Haus Burgund-Ivrea im 12. Jahrhundert.
Sie war eine Tochter der Königin Urraca von León-Kastilien († 1126) und deren ersten Ehemannes Raimund von Burgund († 1107).
Sanchas Geburtsdatum ist unbekannt. Bernard F. Reilly identifiziert sie mit jener Infanta Sancha, die in einer Urkunde der Elvira von Toro, also ihrer Großtante, vom 11. November 1095 genannt wird. Demnach wäre sie mindestens zehn Jahre älter als ihr 1105 geborener Bruder Alfons VII. gewesen. Als ihr Eigenbesitz (infantaticum) hatte sie die von ihrem Vater gebaute Burg Grajal de Campos erhalten, als deren Herrin sie erstmals 1119 genannt wird. Später hatte sie weitere Güter wie zum Beispiel Olmedo oder Medina de Rioseco erhalten. Sancha war zeit ihres Lebens unverheiratet geblieben und hatte am Hof ihres Bruders eine einflussreiche Position bekleidet, unter anderem als Erzieherin ihrer Nichten. Sie hatte im Mai 1135 in León an der Kaiserkrönung ihres Bruders teilgenommen und 1147 das Kloster La Santa Espina gegründet. Am 25. Januar 1155 ist sie in einer Schenkung an die Abtei San Pedro von Eslonza erstmals mit dem Titel einer Königin (Sancia regina) urkundlich belegt, der ihr wohl aufgrund ihres hohen Ansehens zugebilligt wurde, ähnlich wie schon einst ihre Großtante Urraca von Zamora ihn geführt hatte. Dem Epitaph ihres Grabes in der Abtei San Isidoro von León nach war Sancha am letzten Tag des Monats Februar 1159 gestorben.